# ایوب عسال
ایوب عسال (انگلیسی: Ayoub Assal؛ زادهٔ ۲۱ ژانویهٔ ۲۰۰۲) بازیکن فوتبال است.
از باشگاه‌هایی که در آن بازی کرده‌است می‌توان به باشگاه فوتبال ای‌اف‌سی ویمبلدون اشاره کرد.